# 徐剑石
徐剑石（1940年4月—1998年1月10日），男，上海市黄浦区人，中国晶体管技术专家，曾任济南市电子技术研究所所长。正教授级高级工程师。第七届全国人大代表。

## 生平
1965年8月毕业于山东大学物理系。同年分配到济南半导体元件实验所工作。1966年文化大革命开始后受到不公正的对待，被开除公职。回到老家上海后，他克服重重困难，坚持学习技术业务知识，查阅国内外半导体理论专著和学术论文。1974年11月调济南市电子工业公司工作。历任无线电八厂工程师、高级工程师、教授级高级工程师，济南市电子工业公司副总经理、济南市电子技术研究所所长等职。1982年和1984年两次获得山东省劳动模范荣誉称号，1987年1月被评为国家电子工业部劳动模范称号，并当选为第七届全国人大代表。1991年开始享受国务院政府特殊津贴。1998年1月10日因病抢救无效在武汉逝世。

## 贡献
他相继研究成功“氮氢烘焙”等新工艺，研制开发出PNP微功耗器件、超β值器件、晶体管反向漏电流测试仪等产品应用于国家人造卫星、运载火箭、太平洋洲际弹道导弹，为国防重点工程作出了贡献。他的科研成果已在省内外数百个生产和科研单位推广应用，所得到的综合经济效益每年都在一千万元以上。
1979年，徐剑石研制成功JB-7703型精密晶体管分析仪，同年8月通过省级鉴定。该仪器可对器件的电气性能作精密测量，并可进一步判断器件制造工艺的质量和水平。1980年获省科技成果二等奖。1981年投入生产，至1988年累计生产20台。1981年，他的团队研制成功DY-01型低漂移运算功能块。该产品系集成电路与分立器件组合式运算放大器，具有低漂移、低噪声、高增益、高精度、环境适应能力强等特点，适用于精密仪器、自动控制、自动检测等领域。1981年获电子工业部科技成果二等奖及山东省科技成果二等奖，1983年获国家经委优秀新产品金龙奖。